# Wethau
Wethau település Németországban, azon belül Szász-Anhalt tartományban. Lakosainak száma 854 fő (2023. december 31.). Wethau Teuchern és Mertendorf községekkel határos.

## Népesség
A település népességének változása:
| Lakosok száma | 910  | 932  | 876  | 877  | 854  |
|               | 2017 | 2019 | 2021 | 2022 | 2023 |